# Härmä (Estonie)
Ne doit pas être confondu avec Härmä.
Härmä est un hameau de la commune de Setomaa, situé dans le comté de Võru au sud-est de l'Estonie. Avant la réforme administrative d'octobre 2017, il faisait partie de la commune de Meremäe.

## Géographie
Härmä se situe dans l'est du comté de Võru, près de la frontière avec la Russie, à 25 km à l'est de Võru.